# Platanthera bicolor
Platanthera bicolor är en orkidéart som först beskrevs av Constantine Samuel Rafinesque, och fick sitt nu gällande namn av Carlyle August Luer. Platanthera bicolor ingår i släktet nattvioler, och familjen orkidéer. Inga underarter finns listade i Catalogue of Life.